# Steinweg 66 (Quedlinburg)

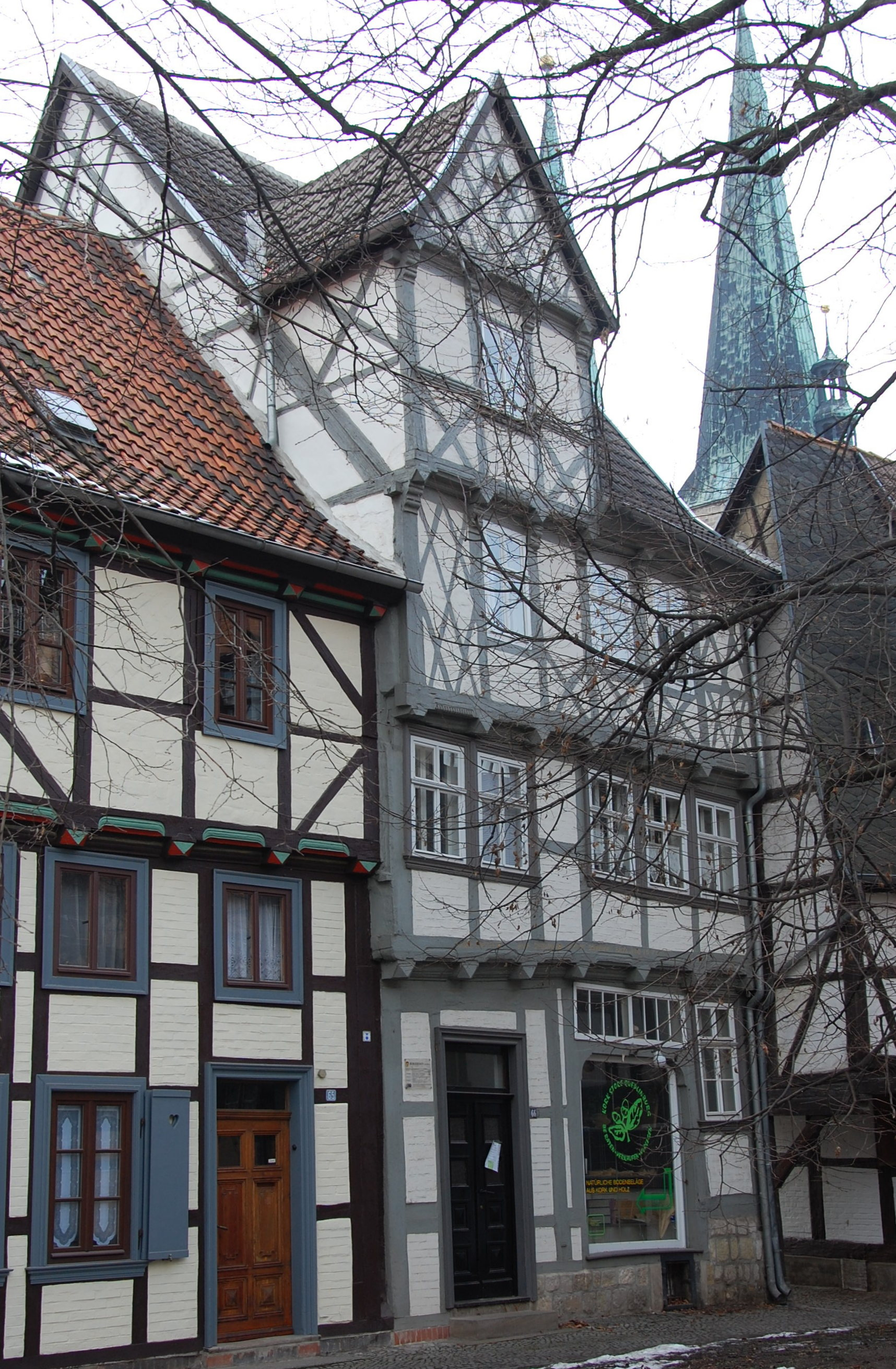
Steinweg 66

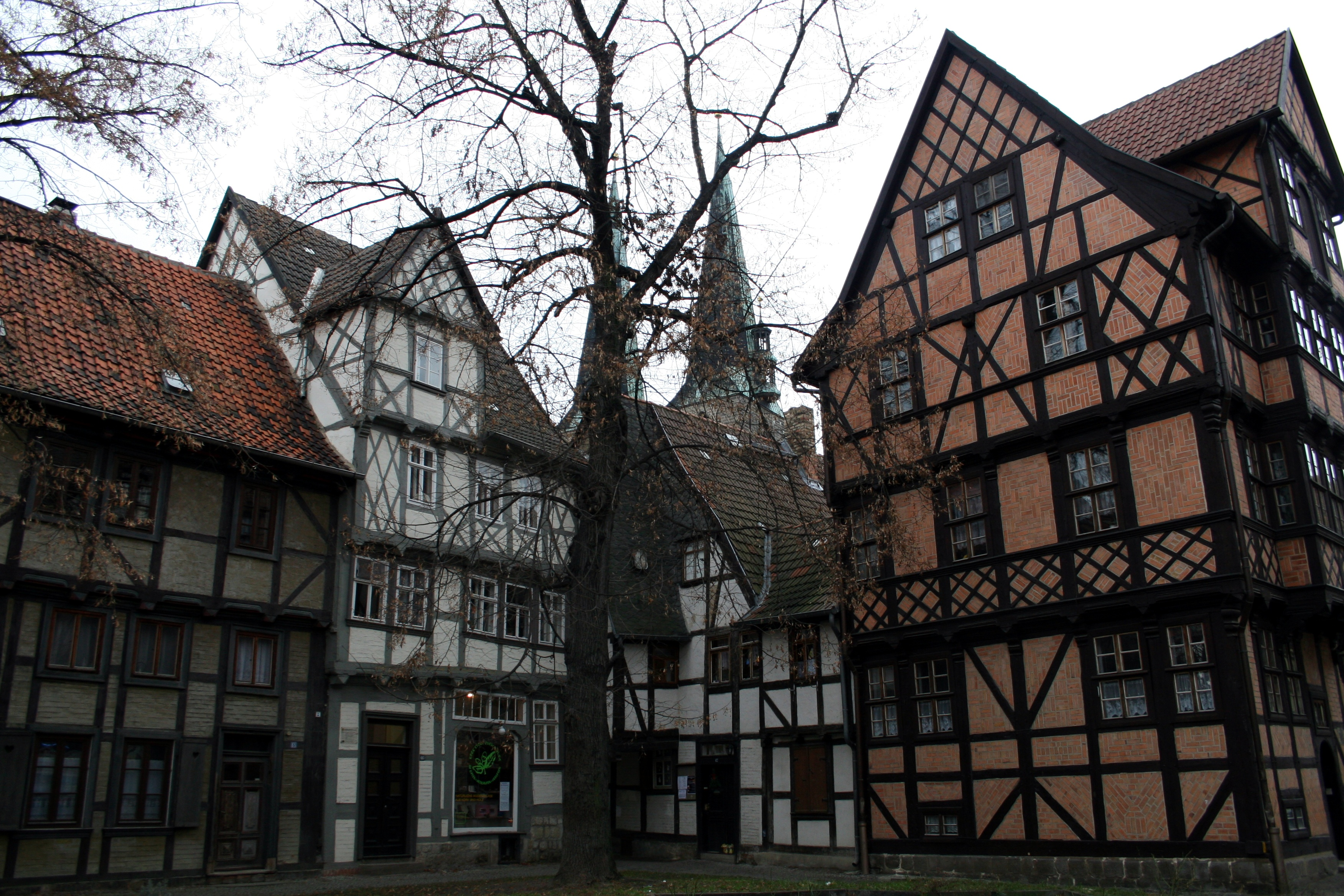
Häusergruppe um das Haus Steinweg 66

Das Haus Steinweg 66 ist ein denkmalgeschütztes Gebäude in der Stadt Quedlinburg in Sachsen-Anhalt.

## Lage
Es befindet sich in der historischen Quedlinburger Neustadt auf der Südseite des Steinwegs. Der Steinweg bildet hier einen kleinen Platz. Östlich grenzt das gleichfalls denkmalgeschützte Haus Steinweg 65, westlich das Haus Steinweg 67 an. Im Quedlinburger Denkmalverzeichnis ist es als Kaufmannshaus eingetragen.

## Architektur und Geschichte
Das dreigeschossige Fachwerkhaus entstand im Jahr 1670. Baumeister war der Quedlinburger Zimmermeister Peter Dünnehaupt. Auf ihn verweist die am Haus befindliche, mit einem Wappen versehene Inschrift: M. PETER DÜNNEHAUPT ZIM. Die Fachwerkfassade ist reich mit den für die Bauzeit typischen Verzierungen geschmückt. Es finden sich Andreas- und Rautenkreuze, Taustäbe, Schiffskehlen, profilierte Füllhölzer und Pyramidenbalkenköpfe. Auf der Hofseite befindet sich die Fachwerkfigur des Halben Manns. Im Erdgeschoss wurde später ein Ladengeschäft eingefügt. 